# Charles Moffett
Charles Moffett (Fort Worth, 6 settembre 1929 – New York, 14 febbraio 1997) è stato un batterista statunitense jazz contemporaneo e deve la sua fama principalmente alla collaborazione in trio con il sassofonista Ornette Coleman e il contrabbassista David Izenzon.

## Biografia
Moffett cominciò la sua carriera musicale come trombettista prima di passare alla batteria. Oltre alla collaborazione col trio di Ornette Coleman, partecipò alla produzione di un altro importante lavoro di quel periodo, Four for Trane di Archie Shepp. 
Moffett fu anche vibrafonista.
Negli ultimi anni della sua carriera insegnò musica in diverse scuole pubbliche di New York, fra cui P.S. 58 (Carrol School) a Brooklyn e P.S. 177 M (sotto il Manhattan Bridge e ora chiusa). Insegnò anche alla Brooklyn High School, e fu preside della Alternative Odyssey public school a Berkeley in  California a metà degli anni 70. Il titolo del suo primo album come leader, The Gift, fa riferimento al suo amore per l'insegnamento della musica. Nell'album alcune percussioni sono suonate dal figlio Codaryl, che aveva all'epoca sette anni.
Charles Moffett è padre del contrabbassista Charnett Moffett e del batterista Codaryl "Cody" Moffett.

## Discografia
Come leader
- "The Gift" (Savoy)
- "The Charles Moffett Family-Vol. 1" (LRS)
- "Net Man" (Blue Note)
- "Beauty Within" (Blue Note)
- "Nettwork" (Manhattan)
- "Magic of Love" (Venus)
- "It's Luv" (Venus)
- "Africano" (Venus)
- "Moffett & Son's" (Sweet Basil/Apollon)

Come sideman
con Ornette Coleman:
- "Town Hall 1962" (ESP Disk)
- "Chappaqua Suite" (CBS)
- "An Evening With Ornette Coleman" (Polydor International)
- "The Paris Concert '65" (Magnetic)
- "Live at the Tivoli '65" (Magnetic)
- "At The "Golden Circle", Stockholm Volumes One and Two" (Blue Note)
- "Who's Crazy? Vol. 1 & 2" (Jazz Atmosphere)
- "Lonely Woman" (BAT)

con Eric Dolphy:
- "Iron Man" (Douglas)
- "Memorial Album" (FM)

con Archie Shepp:
- "Four For Trane" (Impulse!)

con Prince Lasha:
- "It Is Revealed" (Zounds)
- "Firebirds (album)" w/ Sonny Simmons (Contemporary)
- "Firebirds Vol. 3" (Birdseye)

con Harold McNair:
- "Affectionate Fink" (Island)

Con il Charles Tyler Ensemble:
- "Charles Tyler Ensemble" (ESP Disk)

Con il Bob Thiele Emergency:
- "Head Start" (Flying Dutchman)

con Frank Lowe:
- "Decision In Paradise" (Soul Note)
- "Bodies & Soul" (CIMP)

con Ahmed Abdullah:
- "Ahmed Abdullah and the Solomonic Quintet" (Silkheart)

con Sonny Simmons:
- "Ancient Ritual" (Qwest/Reprise)
- "Transcendence" (CIMP)
- "Judgement Day" (CIMP)

con Keshavan Maslak:
- "Blaster Master" (BlackSaint)
- "Big Time" (Daybreak)

con Kenny Millions:
- "Brother Charles" (Hum Ha)
- "Masking Tape Music" (Hum Ha)